# کارا بونو
کارا بونو (انگلیسی: Cara Buono؛ زادهٔ ۱ مارس ۱۹۷۴) یک فیلم‌نامه‌نویس، تهیه‌کننده، بازیگر سینما، هنرپیشه، و کارگردان اهل ایالات متحده آمریکا است.
از فیلم‌ها یا برنامه‌های تلویزیونی که وی در آن نقش داشته‌است می‌توان به مظنون (۸ قسمت)، بگذار وارد شوم، هالک، دیدبان سوم، چیزهای عجیب، ایستگاه بعدی سرزمین عجایب، راه کابوی، قاتل، از جهان‌های دیگر و سرزمین آب اشاره کرد.